# Michałówka (Biała Podlaska)
Michałówka es un pueblo ubicado en la gmina Biała Podlaska, distrito de Biała Podlaska, voivodato de Lublin, Polonia.

## Superficie
Cuenta con una superficie de 5,550 kilómetros cuadrados.

## Demografía
Hasta 2011 la población era de 119 habitantes, con una densidad de población de 21,44 habitantes por kilómetro cuadrado. Estaba conformada por 61 hombres (51,3%) y 58 mujeres (48,7%), según el censo de la Oficina Central de Estadística.